# Roger Godeau
Roger Godeau (født 21. september 1920 i Veneux-Les Sablons, død 13. april 2000 i Bondoufle) var en cykelrytter fra Frankrig. Hans foretrukne disciplin var banecykling, men han kørte også på landevej.
Godeau deltog i 40 seksdagesløb, hvor han vandt de to. Første sejr var ved den første udgave af  seksdagesløbet i Aarhus, da han i februar 1954 vandt løbet sammen med makker Georges Senfftleben. Anden sejr kom i Paris.